# Divoké zvíře

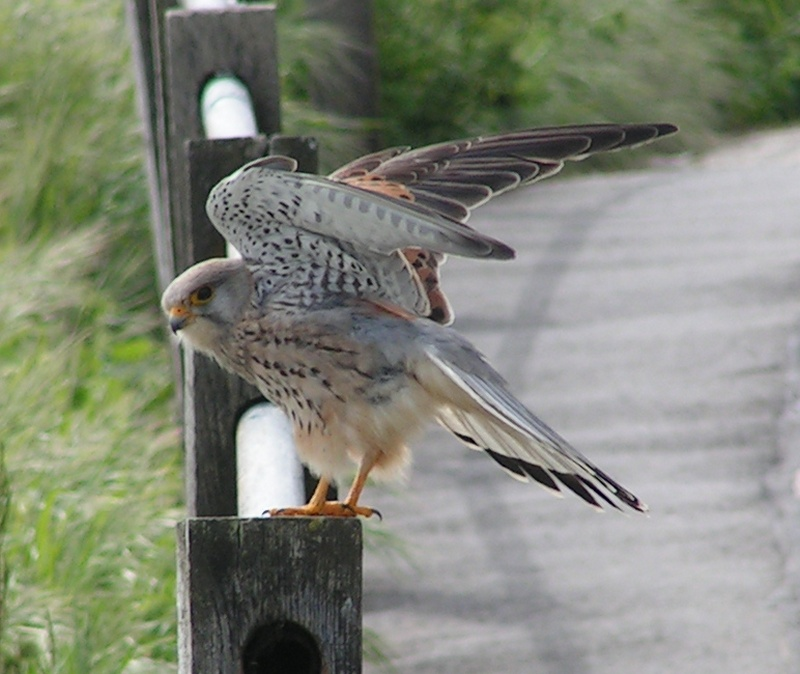
Poštolka obecná

Divoké zvíře je typ živočicha, který není domestikován, neboli žije volně v přírodě, sám si obstarává i potravu. Opakem divokého zvířete je domácí zvíře, které žije s někým kdo se o něj stará, nejčastěji s člověkem a hledání potravy pro něj není nutností.
K divokým zvířatům z živočišné říše patří např. hmyz, savci (kromě člověka), plazi, obojživelníci, vodní živočichové, ptáci atd. Důsledkem některé lidské činnosti některé druhy divokých zvířat vyhynuly.